# Bad Bramstedt
Bad Bramstedt é um município no distrito de Segeberg, em Schleswig-Holstein, Alemanha. Situa-se aproximadamente a 40 km ao norte de Hamburgo. O atual prefeito é Hans-Jürgen Kütbach, do FDP.